# Ramón Luis Valcárcel
Ramón Luis Valcárcel Siso (Múrcia, 16 de novembro de 1954) é um político espanhol, presidente da Comunidade Autônoma da Região de Múrcia, de 1995 a 2014.

## Biografia
Casado e com três filhos, é formado em Filosofia e Letras pela Universidade de Múrcia. Iniciou sua carreira política em 1982, ano em que ingressou na Aliança Popular (atual Partido Popular).
Nas eleições municipais de 1987, foi eleito vereador da cidade de Múrcia, exercendo as funções de presidente e porta-voz do Grupo Municipal do Partido Popular.
Em 1991, encabeçando a lista do Partido Popular, ganhou as Eleições Municipais para o Ayuntamiento de Múrcia, embora um pacto entre os grupos do PSOE e da Esquerda Unida o tenha impedido de chegar ao poder executivo municipal.
Em novembro de 1991, foi eleito presidente do Partido Popular da Região de Murcia.

### Presidente da Região de Múrcia
Em maio de 1995, o Partido Popular conseguiu virar o cenário político da Região de Murcia, até então governada pelo Partido Socialista, e Ramón Luis Valcárcel foi empossado como presidente da Comunidade Autônoma com o apoio da maioria absoluta da Assembleia Regional.
Em 1999, 2003, 2007 e 2011 revalidou as referidas maiorias, sendo a candidatura liderada por Ramón Luis Valcárcel a mais votada de todas no conjunto das Comunidades Autónomas de Espanha, nas Eleições Autónomas de 2011, com 58,8% dos votos. Obteve 33 assentos de um total de 45 na Assembleia Regional de Múrcia. Resultados idênticos foram apresentados em eleições municipais na Região de Múrcia. Longe de sofrer um desgaste, o Partido Popular da Região de Múrcia continuou a aumentar o seu apoio popular eleição após eleição, até vencer em todos os municípios da Região de Murcia nas Eleições Autonómicas e nas Eleições Gerais realizadas em 2011.
Em 3 de abril de 2014, Ramón Luis Valcárcel anunciou sua renúncia ao cargo de presidente da Região de Múrcia para fazer parte da candidatura do Partido Popular nas Eleições Europeias, nas quais foi eleito deputado. Em 10 de abril, foi substituido no cargo por Alberto Garre.

### Comité das Regiões da Europa (CDR)
Em virtude de um acordo alcançado entre o Partido Popular Europeu e o Partido Socialista Europeu, Ramón Luis Valcárcel foi eleito para a Presidência do Comité das Regiões em 18 de julho de 2012. Até então, atuava como vice-presidente primeiro do CDR, desde 2010.
Depois de eleito deputado europeu em 2014, renunciou ao cargo de chefe do CDR, visto que os dois cargos eram incompatíveis.

### Parlamento Europeu
Nas eleições europeias de 25 de maio de 2014, Ramón Luis Valcárcel foi eleito deputado no Parlamento Europeu pela Espanha, na candidatura do Partido Popular. Em 1 de julho, foi nomeado vice-presidente do Parlamento Europeu, sendo o único espanhol nessa posição.